# Rozdroże pod Wielką Prehybą

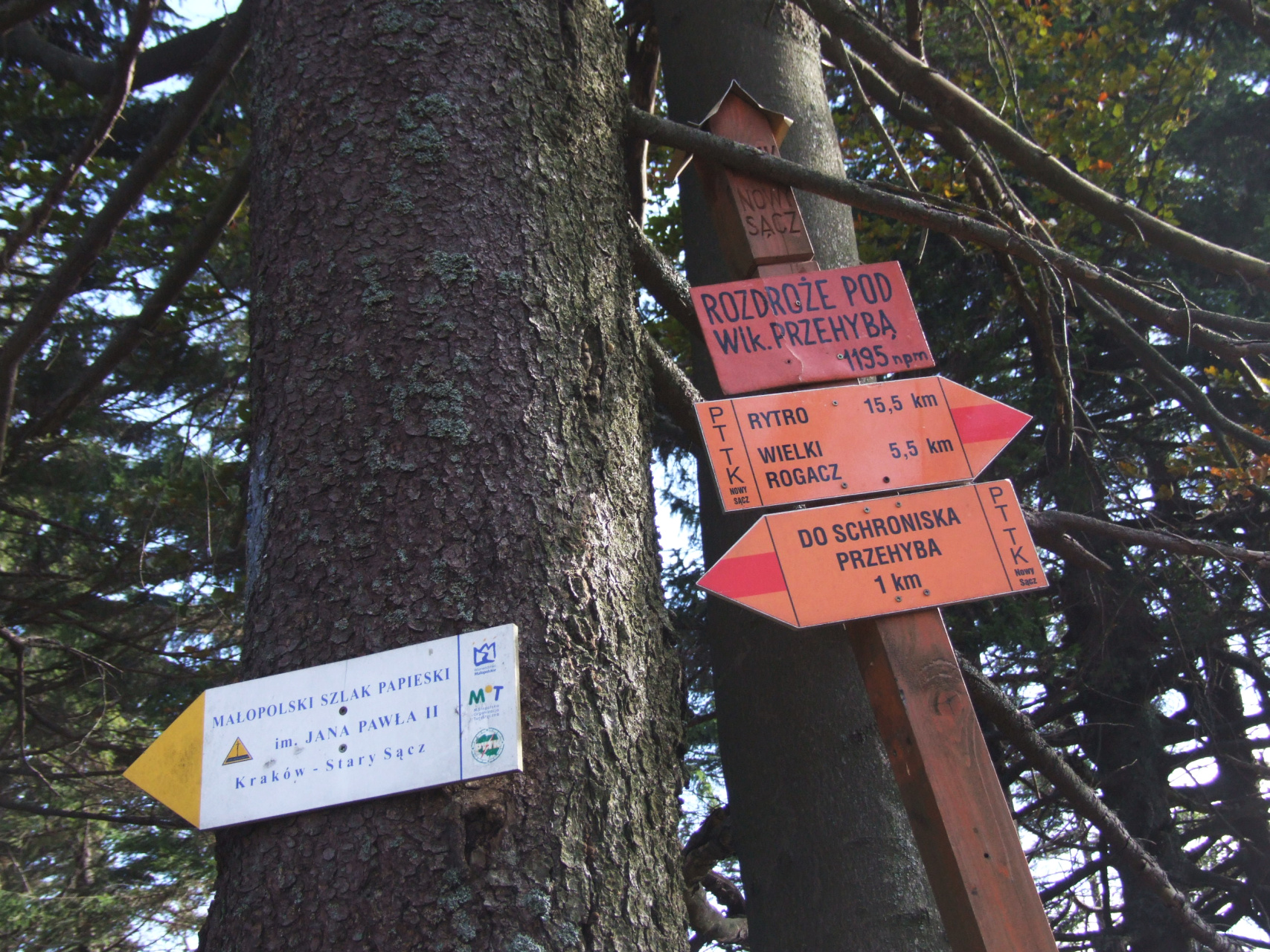
Tabliczki szlaków turystycznych na rozdrożu pod Wielką Przehybą

Rozdroże pod Wielką Prehybą – rozdroże szlaków turystycznych w Beskidzie Sądeckim. Znajduje się w głównym grzbiecie Paśma Radziejowej, na zachodnich stokach Wielkiej Prehyby (1191 m), a powyżej przełęczy oddzielającej ją od Prehyby (1175 m). Miejsce to położone jest na wysokości około 1140 m. Znajdująca się na rozdrożu tabliczka szlaków turystycznych błędnie podaje wysokość 1195 m; miejsce to nie może przecież znajdować się wyżej niż szczyt Wielkiej Prehyby.
Rozdroże znajduje się w lesie, ale z jego rejonu przez prześwity między drzewami widoczny jest wielki maszt przekaźnikowy na Prehybie i dolina Starego Potoku. Krzyżują się tutaj trzy szlaki turystyczne.

## Koordynaty
49°28′00,7″N 20°34′01,3″E/49,466861 20,567028

## Szlaki turystyczne
– czerwony Główny Szlak Beskidzki na odcinku Przehyba – rozdroże pod Wielką Przehybą – Złomisty Wierch Północny – Długa Przełęcz – Radziejowa
 niebieski: Rytro – Wielka Roztoka – Wdżary Wyżne – Wietrzne Dziury – rozdroże Zwornik – rozdroże pod Wielką Przehybą – Przehyba
 żółty (Szlak Papieski): Stary Sącz – Tokarnia – Zgrzypy – rozdroże Zwornik – rozdroże pod Wielką Przehybą – Przehyba